# Polyrhachis nitens
Polyrhachis nitens är en myrart som beskrevs av Horace Donisthorpe 1943. Polyrhachis nitens ingår i släktet Polyrhachis och familjen myror. Inga underarter finns listade i Catalogue of Life.